# Shuto Yamamoto
Shuto Yamamoto (山本 脩斗, Yamamoto Shuto) est un footballeur japonais né le 1er juin 1985. Il évolue au poste de défenseur.

## Palmarès
- Vainqueur de la Coupe de la Ligue japonaise en 2010 avec le Júbilo Iwata
- Vainqueur de la Coupe Suruga Bank en 2011 avec le Júbilo Iwata
- Championnat du Japon en 2016
- Coupe du Japon en 2016